# Víctor Guambe
Víctor Guambe (Maputo, 8 de octubre de 1998) es un futbolista mozambiqueño que juega en la demarcación de portero para el CD Costa do Sol del Campeonato mozambiqueño de fútbol.

## Selección nacional
Hizo su debut con la selección de fútbol de Mozambique en un partido de la Copa COSAFA 2017 contra Seychelles que finalizó con un resultado de 1-2 tras el gol de Roddy Melanie para Seychelles, y de Stélio Teca y João Simango para Mozambique.

## Clubes
| Club            | País       | Año   | Partidos | Goles |
| --------------- | ---------- | ----- | -------- | ----- |
| CD Costa do Sol | Mozambique | 2016- | 75       | 0     |